# مکتب ولز (مطالعات امنیتی)
مکتب ولز (به انگلیسی: Welsh School) (و گاهی اوقات مکتب ابریستویث) که به واقع‌گرایی رهایی‌بخش (emancipatory realism) نیز معروف می‌باشد، مکتبی است در مطالعات امنیتی. این مکتب دارای رویکردی انتقادی است که در پی پیوند دادن امنیت به نظریه انتقادی می‌باشد. مکتب ولز تحت تأثیر مکتب فرانکفورت و اندیشه‌های گرامشی است. کن بوث و ریچارد وین جونز از جمله متفکران کلیدی این مکتب می‌باشند. مکتب ولز به این علت ابریستویث خوانده می شود که این مکتب در دانشگاه ابریستویث شهر ولز در انگلستان طرح ریزی شد. این مکتب در ایران با تلاش های دکتر سعید آریا تشریح شد.  

## پی‌نوشت‌ها
1. ↑  Vaughn-Williams, Nick. Peoples, Columba (2010) Critical Security Studies: An Introduction, Abingdon, Routledge, PP. 17-18
2. ↑  Floyd, Rita (2007) ‘Towards a consequentialist evaluation of security: bringing the Copenhagen and Welsh Schools of security studies’, British International Studies Association, 33/1: 328